# 도쿄도 교통국 우에노 현수선
우에노 현수선(일본어: 上野懸垂線)은 일본 도쿄도 다이토구 우에노에 있는 도쿄 도가 경영하는 모노레일 노선이다. 단순히 우에노 모노레일(上野モノレール) 또는 우에노 동물원 모노레일(上野動物園モノレール)로도 불린다.
이 노선은 유료 시설인 우에노 동물원 원내에 있는 2개 역 사이를 맺고 있으며, 차체에는 다채로운 동물의 그림이 그려져 있다.